# Viaduto Dona Paulina
O Viaduto Dona Paulina é um viaduto localizado entre os distritos da Sé e da República, na região do centro da cidade de São Paulo, Brasil. Começa na Praça Doutor João Mendes e termina na Avenida Brigadeiro Luís Antônio. Em 2016, a Companhia de Engenharia de Tráfego (CET) informou que o limite de velocidade no Viaduto Dona Paulina caiu de 50 km/h para 40 km/h, após decisão do Governo do Estado de São Paulo.

## Histórico
O atual viaduto era, no início do século XX, o terreno onde ficava a mansão da filantropa Paulina de Souza Queiroz, que dedicou sua vida à creches e fundações para crianças com deficiências.
Na década de 1930, funcionava uma escola para exepcionais. O terreno para a construção da mesma foi doado por Dona Paulina de Souza Queiroz, de tradicional família paulistana. O viaduto que leva o seu nome foi inaugurado em 13 de maio de 1948, período de grandes transformações na paisagem urbana de São Paulo, foi financiado pela Caixa Econômica Federal.
No mesmo local foi erguido a partir de 1946, com projeto do arquiteto e prefeito da cidade de São Paulo Francisco Prestes Maia, o Palácio Mauá, que foi a sede da Federação das Indústrias do Estado de São Paulo (FIESP), do Centro das Indústrias do Estado de São Paulo (CIESP) e do Instituto de Engenharia de São Paulo. O Fórum Criminal de São Paulo funcionou no local até 1999, quando foi transferido para o Fórum Criminal da Barra Funda.